# ケント・デザーモ

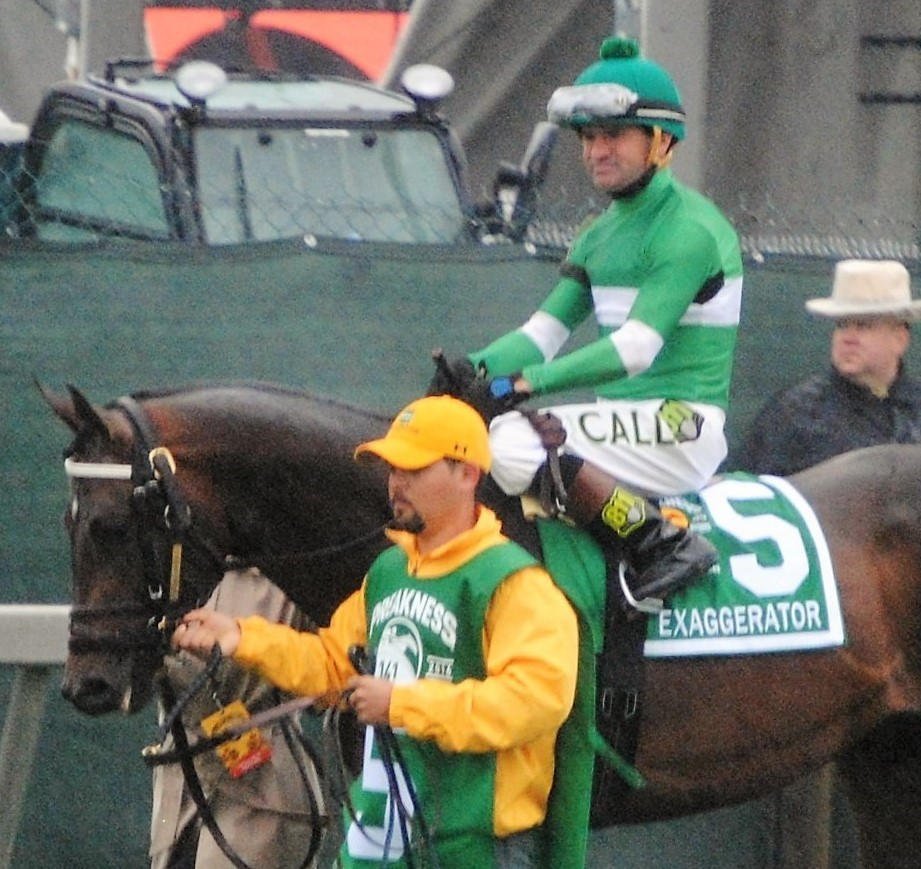
ケント・デザーモ

ケント・デザーモ（Kent Desormeaux　1970年2月27日 - ）はアメリカルイジアナ州ヴァーミリオン郡出身の競馬騎手である。香港における名前の中文表記は「戴崇謀」。

## アメリカでの活躍
1986年に見習い騎手免許を取得。1987年にエクリプス賞最優秀見習い騎手となり、1989年には年間で598勝をマークしてエクリプス賞最優秀騎手を受賞。この598勝は年間勝利数の世界記録である。1992年にも最優秀騎手を受賞。1995年には北米で最年少の通算3000勝を達成。2004年にはアメリカ競馬殿堂に選出された。2019年には通算6000勝を達成。主な騎乗馬は、コタシャーン（1993年ブリーダーズカップ・ターフ等）、リアルクワイエット（1998年米二冠）、フサイチペガサス（2000年ケンタッキーダービー）、ビッグブラウン（2008年米二冠等）など。

## 日本での騎乗
1993年のジャパンカップでコタシャーンに騎乗。直線一気に伸びるが、残り100mのハロン棒をゴール板と勘違いし立ち上がるハプニングを起こす。すぐ気がつき約2秒後に追い出すがレガシーワールドには追いつけず、1馬身1/4差の2着となった。レース後、「一生懸命追って、顔を上げたら太陽が目に入った。その時に左に１００メートル標識が見えてそれをゴールと間違えた。もし間違えなかったら、１着になっていたかもしれない。」とコメントした。この騎乗について、裁決委員は明らかに着順に影響があったとまでは認められないと判断して過怠金5万円（当時の過怠金の最高額）を科している。1998年12月6日の阪神競馬場12Rで日本初勝利を挙げる。
短期免許で来日したのは2001年が初。家庭の事情で来日（後述）。この年レディパステルで優駿牝馬（オークス）を制し、外国人騎手による初のクラシック制覇を達成した。さらにマキバスナイパーで帝王賞、ブロードアピールでプロキオンステークス、ノボジャックで北海道スプリントカップを制するなど大活躍し、秋にも来日する予定だったがアメリカ同時多発テロの影響で断念した。なお、春2ヶ月間の騎乗で、この年度のJRA賞最高勝率騎手賞を獲得している。
以後2002年、2003年、2005年、2012年、2014年にも来日。2003年の来日ではゼンノロブロイで神戸新聞杯を制した。2005年の朝日杯フューチュリティステークスでは1番人気のジャリスコライトに騎乗したがレース中に鞭を落とし、手で馬を叩くという荒業（俗に言う「手ムチ」）を見せたが3着に敗れた。2014年12月29日には東京大賞典でソイフェットに騎乗するため来日するも、同馬は肺出血を発症し最下位（16着）に敗れた。
2022年1月時点でJRA通算121勝を挙げている。

### デザーモ来日の理由
2000年に次男のジェイコフが生まれながらにして耳が聞こえない事が判明。その後2度の手術を施しジェイコフは音に反応を示すようになった。
息子の治療に専念する機会を考えていたケントではあったものの、アメリカ合衆国では日本やヨーロッパと違い常にどこかで競馬が開催され騎乗依頼があり、それを安易に断るわけにもいかない状況であった。そこで、競馬の開催が基本的に土日に限られていて、平日はトレーニングセンターの滞在が多い日本の中央競馬の短期免許制度に興味を示し、2001年4月に来日した。日本ではジェイコフを定期的に病院に通院させながら、関係者の理解と了承を得て家族との団欒を中心に置いた。また2ヶ月の短期免許が切れると、今度は連日開催の地方競馬でも、毎日帰宅する事が可能な「自宅待機制度」のシステムを持つ南関東地区の船橋競馬場で短期免許を取得した。
このケントとジェイコフの奮闘は中央公論社の『婦人公論』（2001年8月号）に掲載、さらにフジテレビ「奇跡体験!アンビリバボー」でも2001年7月19日放送分で取り上げられた。

## 不祥事
- 2011年8月31日、サラトガ競馬場内で自家用車（ポルシェ・カレラ）を運転中に女性警備員をはねようとし、第2級の人命危機を伴う無謀行為罪などで警察に逮捕された。逮捕後に取り調べを受けたが、取り調べ終了後に500ドルの保釈金を支払って釈放されたものの起訴された。なお、翌9月1日のレースには騎乗している。なお裁判は9月6日にデザーモが出廷の上で実施されたが、これによるデザーモへの処分を行ったかについては不明である[18][19]。なおデザーモは犯行動機について「ふざけていただけ」と釈明した上で殺意のなかったことを強調したが、容疑を大筋で認めた[20]。
- 2010年、2012年には酒気検査で失格、2015年にも酒酔いによる過怠金の支払を命じられるなど、アルコール依存症を患っている[21][17]。
- 2022年1月28日、女性に対して家庭内暴力を振るった容疑で逮捕されたことが報道された[17]。これによって同月29日にペガサスワールドカップで騎乗予定だったスティレトボーイはホセ・オルティスに乗り代わりとなった[17]。

## 主なGIレース勝利
- ブリーダーズカップスプリント - 1995年デザートストーマー
- ブリーダーズカップターフ - 1993年コタシャーン
- ケンタッキーダービー - 1998年リアルクワイエット・2000年フサイチペガサス・2008年ビッグブラウン
- プリークネスステークス - 1998年リアルクワイエット・2008年ビッグブラウン
- ベルモントステークス - 2009年サマーバード
- サンタアニタハンデキャップ - 2002年ミルウォーキーブルー
- ピムリコスペシャルハンデキャップ - 2000年ゴールデンミサイル